# Сорок перший (фільм, 1956)
«Сорок перший» (рос. «Сорок первый») — російський радянський художній фільм-драма 1956 року режисера Григорія Чухрая, знятий на кіностудії «Мосфільм» за однойменною повістю Бориса Лавреньова. Автор сценарію — Григорій Колтунов. Фільм частково заснований на реальних подіях.
Друга екранізація повісті після однойменного фільму Якова Протазанова.

## Сюжет
Дія відбувається в роки Громадянської війни в Росії.
По пісках середньоазійської пустелі рухається, переслідуваний білими, вмираючи від спраги, загін червоноармійців на чолі з комісаром Євсюковим. На бойовому рахунку у кращого стрільця загону Марютки — сорок убитих білогвардійських офіцерів. В останньому бою із захоплення каравану узятий в полон білий поручик — аристократ Говорухо-Отрок, спрямований з дипломатичною місією від Колчака до Денікіна.
Червоноармійці намагаються повернутися до своїх, борючись з ворожою пустелею. Нарешті, вони виходять до узбережжя Аральського моря, де Марія, Говорухо-Отрок і кілька бійців беруть човен, щоб досягти великої землі. Все червоноармійці гинуть під час шторму, а Марія з поручиком виявляються викинуті одні на острів. Вони знаходять притулок в хатині рибалки та змушені чекати. Під час цього очікування вони зближуються і, зрештою, закохуються одне в одного.
Коли до острова наближається судно, вони спочатку думають, що це повертаються рибалки. Зрозумівши, що на судні білогвардійці, Говорухо-Отрок кидається до берега, але Марія, якій було дано наказ не здавати поручика живим, стріляє своєму коханому у спину.

## У ролях
- Ізольда Ізвицька — Марютка Філатова
- Олег Стриженов — поручик Вадим Миколайович Говорухо-Отрок
- Микола Крючков — комісар Арсентій Євсюков
- Микола Дупак — Андрій Чупилко
- Георгій Шаповалов — Терентьєв
- Петро Любешкін — Гужов
- Лев Ковилін — Гвоздьов
- Юрій Романов — Припутень, матрос
- Данило Нетребін — Семянний
- Асанбек Умураліев — Уманкул
- Анатолій Кокорін — Єгоров
- В. Синіцин — поранений боєць
- Кирей Жаркімбаев — Тімеркул
- Т. Сардарбекова — Алтинай
- Вадим Захарченко — Кучковський
- Олександр Гречаний — Прокопович
- Муратбек Риськулов — господар каравану
- Микола Хрящиков — осавул (немає в титрах)